# Veselíčko (ort i Tjeckien, Södra Böhmen)
Veselíčko är en ort i Tjeckien.   Den ligger i regionen Södra Böhmen, i den centrala delen av landet, 80 km söder om huvudstaden Prag. Veselíčko ligger 468 meter över havet och antalet invånare är 194.
Terrängen runt Veselíčko är platt.Runt Veselíčko är det ganska glesbefolkat, med 23 invånare per kvadratkilometer. Närmaste större samhälle är Písek, 17,5 km sydväst om Veselíčko. I omgivningarna runt Veselíčko växer i huvudsak blandskog.